# 7,92×57mm Mauser

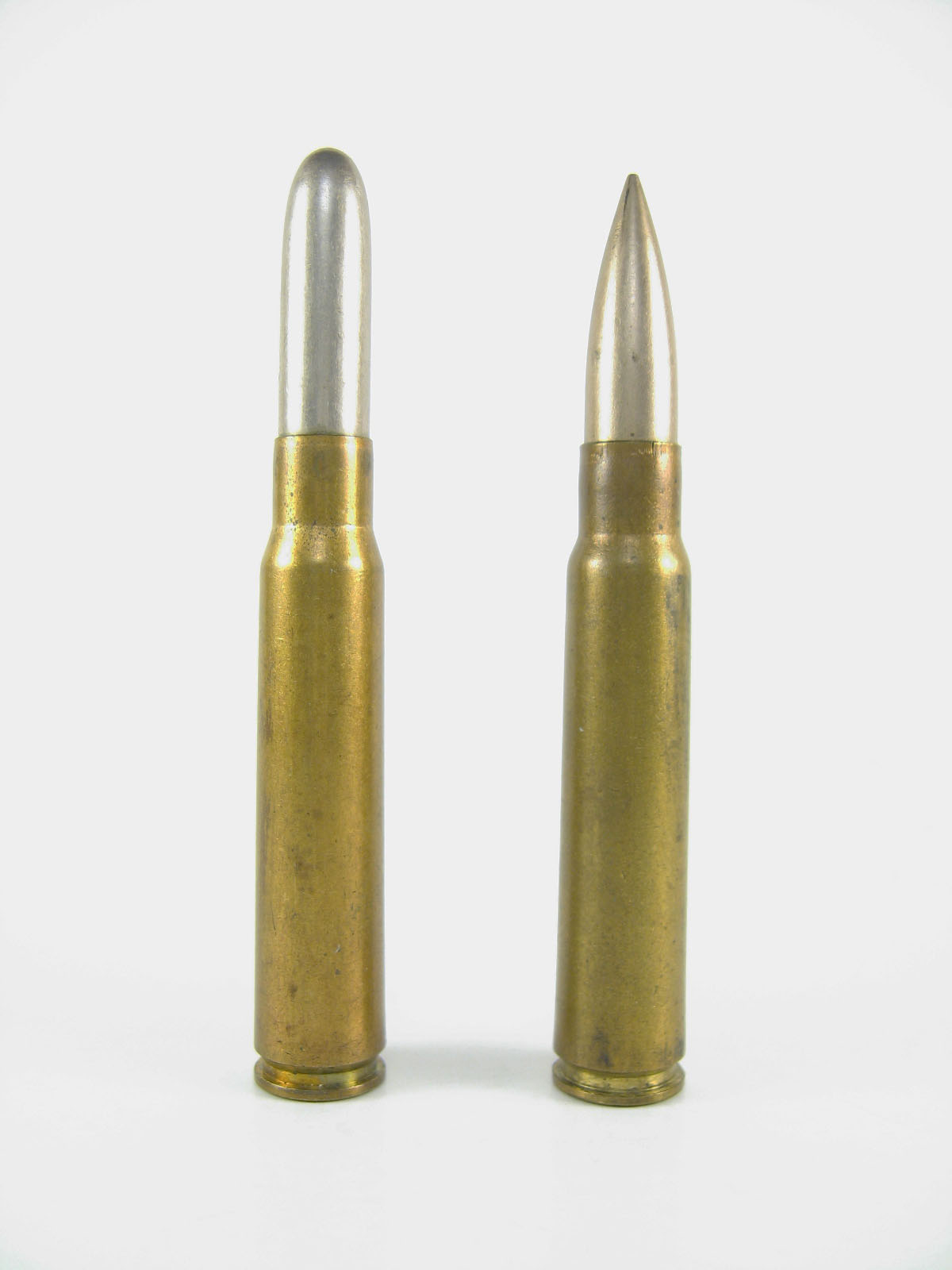
O Patrone 88 ou M/88 de 1888 (esquerda) ao lado do
7,92×57mm Mauser de 1905 (direita).

O calibre com designação militar 7,92×57mm Mauser  (de Infanterie Spitz), também chamado de 8mm Mauser ou 8×57mm (designação civil) pela SAAMI e 8 × 57 IS pela C.I.P., é um calibre adotado na Alemanha em 1905, ainda no período do Império Alemão. O calibre no qual o 7,92×57mm Mauser é baseado foi adotado pela Alemanha em 1888 com o nome de Patrone 88 (cartucho 88) ou M/88 para o rifle de ação por ferrolho Model 1888 (Gewehr 1888).
Ficou mundialmente conhecido por ser a munição da Karabiner 98k, da Gewehr 43 e do MG42. É uma munição muito potente, sendo impossível acoplá-la a uma arma automática, como o FG-42. Para tanto, a Alemanha nazista desenvolveu o MP44 que usa a 7,92x33mm Kurz.